# 故障测距
故障测距，用於电力系统的一項找出故障地点的技术。

## 用途
指输电线路发生短路或其它原因造成故障时，利用输电线路一端或两端安装数据采集系统，透過這系統采集到电流和电压的数据，经过计算分析，可找出故障發生的位置。

## 效用
由於高压输电线路长达数百公里，利用故障测距的技术，可以達到快速而准确地找出故障地点，有利于及时抢修，缩短停电时间。測距方法有：
1. 零序电流法
2. 电流、电压计算法